# Kotel Gap
Das Kotel Gap (englisch; bulgarisch Котелска седловина Kotelska sedlowina) ist ein über 600 m hoher Bergsattel auf der Livingston-Insel im Archipel der Südlichen Shetlandinseln. Im Levski Ridge der Tangra Mountains liegt er zwischen dem Serdica Peak und dem Silistra Knoll. Er trennt die Einzugsgebiete des Macy-Gletschers im Norden und des Bojana-Gletschers im Süden.
Die bulgarische Kommission für Antarktische Geographische Namen benannte den Bergsattel 2002 nach der Stadt Kotel im ostzentralen Teil Bulgariens.